# Maniema Fantastique FC
Maniema Fantastique Football Club w skrócie Maniema Fantastique FC – burundyjski klub piłkarski grający niegdyś w burundyjskiej pierwszej lidze, mający siedzibę w mieście Bużumbura.

## Sukcesy
- I liga[1]:
  - mistrzostwo (7): 1965, 1966, 1967, 1968, 1982, 1995, 1997.

## Występy w afrykańskich pucharach
| Sezon | Rozgrywki       | Runda   | Kraj                         | Klub                   | Dom | Wyjazd | Dwumecz |
| ----- | --------------- | ------- | ---------------------------- | ---------------------- | --- | ------ | ------- |
| 1983  | Puchar Mistrzów | 1       | Republika Środkowoafrykańska | Olympic Real de Bangui | 2–1 | 0–1    | 2–2     |
| 1985  | Puchar Mistrzów | 1       | Egipt                        | Ismaily SC             | 0–1 | 0–1    | 0–2     |
| 1996  | Puchar Mistrzów | wstępna | Republika Środkowoafrykańska | Forces Armées CA       | –   | 4–0    | 4–0     |
| 1996  | Puchar Mistrzów | 1       | Kamerun                      | Racing Bafoussam       | –   | –      | –       |
| 1996  | Puchar Mistrzów | 2       | Algieria                     | JS Kabylie             | 0–0 | 0–1    | 0–1     |
| 1998  | Liga Mistrzów   | wstępna | Rwanda                       | Rayon Sports FC        | –   | 1–6    | 1–6     |

## Stadion
Domowe mecze klub rozgrywa na stadionie o nazwie Stade Intwari w Bużumburze, który może pomieścić 22000 widzów.